# Concentus Musicus Wien
Der Concentus Musicus Wien ist ein Instrumental-Ensemble, das auf die Aufführung Alter Musik spezialisiert ist.

## Geschichte
Als Originalklangensemble der ersten Stunde hat der „Concentus Musicus Wien“ dazu beigetragen, der historischen Aufführungspraxis den Weg zu ebnen. Der Name des Ensembles geht zurück auf die Sammlung Concentus Musico-Instrumentalis (1701) des kaiserlichen Hofkomponisten Johann Joseph Fux. Gegründet wurde der „Concentus“ 1953 von Nikolaus Harnoncourt, Alice Harnoncourt und weiteren Musikern. Nikolaus Harnoncourt war 63 Jahre lang künstlerischer Leiter und Dirigent des Ensembles, von 1953 bis kurz vor seinem Tod im März 2016. Bis 1987 leitete er das Ensemble weitgehend vom Violoncello bzw. der Gambe aus. Alice Harnoncourt war von 1953 bis 1985 als Violinistin die Konzertmeisterin des Ensembles und spielte danach 30 Jahre bis 2015 als stellvertretende Konzertmeisterin. Außerdem erfüllte sie weitere Funktionen wie Noten-Bearbeitung, Management und Organisation.
„Die Musik jeder Epoche kann mit den Klangmitteln ihrer Zeit am lebendigsten dargestellt werden“, lautete Nikolaus Harnoncourts Credo. Mehr als vier Jahre lang verbrachten die Musiker des Ensembles zunächst ausschließlich mit Probenarbeit, feilten am Klangbild und einer adäquaten Interpretation barocker und vorbarocker Werke, bevor sie ihre ersten öffentlichen Konzerte gaben. 1954 gab das Ensemble sein inoffizielles Debüt mit Monteverdis L’Orfeo unter Paul Hindemith im Wiener Konzerthaus, 1957 trat es im Wiener Palais Schwarzenberg erstmals in der Öffentlichkeit auf.
Fortgesetzt wurden die Interpretationen mit jährlichen Konzertzyklen in Wien, Gastspielreisen (ab 1960) und einer Vielzahl von Schallplatteneinspielungen – die Brandenburgischen Konzerte von Johann Sebastian Bach standen hier am Anfang. Zu den vielen Projekten des „Concentus Musicus Wien“ zählt u. a. die Gesamtaufnahme aller Bachschen Kantaten, die zwischen 1970 und 1990 in Kooperation mit dem Leonhardt-Consort unter Gustav Leonhardt entstand und mit einem Gramophone Award ausgezeichnet wurde.
Auch mit Operneinspielungen und -aufführungen ist das Ensemble hervorgetreten: zum Beispiel Mozarts Lucio Silla und Il re pastore, Haydns Armida, Purcells Dido and Aeneas und The Fairy Queen oder Monteverdis L’Orfeo, Castor et Pollux von Jean Philippe Rameau (diese Aufnahme hatte eine nahezu ähnliche Wirkung wie die Monteverdi-Einspielungen, nämlich eine Art Renaissance dieser Werke) außerdem zahlreiche Oratorien von Georg Friedrich Händel. Zuletzt erschienen die bei der styriarte aufgenommene CD mit Haydns Orlando paladino und eine Einspielung von Mozarts Zaide.
Das Repertoire des „Concentus Musicus“ spannt sich heute von der Musik der Renaissance bis zu Haydn und Mozart, es umfasst gleichermaßen geistliche und weltliche Werke. In den letzten Jahren unter Nikolaus Harnoncourt erarbeitete sich der „Concentus Musicus“ auch die Werke von Beethoven. So war das letzte Konzert, das der „Concentus Musicus“ unter seiner Leitung spielte, die Missa solemnis.
Konzertmeister in der Nachfolge von Alice Harnoncourt ist Erich Höbarth (* 1956), für den Continuo an Cembalo und Orgel sorgte bis 2010 Herbert Tachezi, danach Stefan Gottfried.
2013 wurde das Ensemble mit dem ECHO Klassik als Orchester des Jahres (Historische Instrumente) geehrt.
Als am 5. Dezember 2015 – am Vorabend seines 86. Geburtstages – Nikolaus Harnoncourt seinem Publikum in einem offenen Brief mitteilte, dass seine körperlichen Kräfte eine Absage seiner künftigen Pläne gebieten, verlor der „Concentus Musicus“ seinen Gründer und die Galionsfigur. „Wir sind eine glückliche Entdeckergemeinschaft geworden“ schrieb er zu seinem Publikum, und dass der diesjährige Zyklus „noch in seinem Sinne geführt“ sei.
Seit dem Rücktritt von Nikolaus Harnoncourt (und seiner Frau Alice, den letzten beiden Gründungsmitgliedern), liegt die Führung des „Concentus Musicus“ bei Stefan Gottfried (Dirigent, Pianist, Cembalist und langjähriger Assistent von Harnoncourt) gemeinsam mit Erich Höbarth (1. Konzertmeister) und Andrea Bischof (2. Konzertmeisterin).
In der Saison von Harnoncourts Rücktritt dirigierten verschiedene Dirigenten den „Concentus Musicus“ (Pablo Heras-Casado, Diego Fasolis, Andrés Orozco-Estrada etc.). Seither leitet Stefan Gottfried das Ensemble. Unter ihm spielt es teilweise wieder klein besetzte Programme aus der Entstehungszeit (Barock: Johann Joseph Fux, Romanus Weichlein, Unico Wilhelm van Wassenaer, Antonio Vivaldi). Aber auch groß besetzte barocke und klassische Programme (H-Moll-Messe, Große Messe in c-Moll, sinfonische Programme etc.), sowie die Weiterentwicklung des Ensembles in Richtung spätklassischer und romantischer Komponisten (Franz Schubert, Felix Mendelssohn Bartholdy, …) stehen auf dem Programm.
Die Geschichte des „Concentus Musicus“ und Nikolaus Harnoncourts wurde seit seinem Tode von Alice Harnoncourt als Herausgeberin von Büchern mit nachgelassenen Texten und Bildern dokumentiert und aufgearbeitet.